# Qui est le traître ?
Pour l'épisode de série télévisée, voir Les Champions#Épisodes.
Pour le livre-jeu, voir Livre-jeu#Succès.
Pour plus de détails, voir Fiche technique et Distribution.
Qui est le traître ? (Tumbleweed) est un western américain réalisé par Nathan Juran, sorti en 1953.

## Synopsis
Jim Harvey trouve dans le désert un jeune Indien Yaqui blessé et le soigne. Ce dernier est en fait Tigre, le fils d'Aguila, le féroce chef des Yaquis.
Plus tard, près de la ville de Mile High, Jim rejoint une caravane de chariots conduite par Seth Blanden, qu'il doit guider jusqu'à Borax. Seth y partage un ranch avec son frère Lam. Dans la caravane, se trouvent aussi Sarah, la femme de Seth, et sa sœur Laura Saunders. Pour éviter les Yaquis, Jim conduit la caravane sur une route détournée. Au cours du voyage, Sarah remarque l'intérêt de sa sœur pour Jim, mais voudrait plutôt qu'elle épouse Lam et qu'ils gèrent ensemble le ranch. Alors qu'il est parti en éclaireur, Jim remarque des signaux de fumée et rejoint les chariots. Il cache les deux femmes à l'écart. Après une première attaque des Indiens, Jim décide de tenter de convaincre Aguila, arguant du fait qu'il a sauvé son fils. Aguila refuse et laisse Jim attaché à un poteau en plein soleil. Il est sauvé par la mère de Tigre, reconnaissante.
Quand Jim arrive enfin à Borax, les habitants l'accueillent avec hostilité et il découvre que tous les membres de la caravane sont morts à l'exception des deux femmes qui étaient cachées. Il tente de faire comprendre son point de vue, mais la foule, menée par Lam, veut le lyncher pour avoir abandonné le convoi. Pour le protéger, le Shérif Murchoree met Jim en prison. Plus tard, Tigre le libère et, pendant qu'ils s'échappent, Tigre apprend à Jim que son père a appris d'un homme blanc où était le convoi de chariots. Mais, avant qu'il puisse en dire plus, Tigre est tué et Jim est blessé. Il arrive néanmoins jusqu'au ranch de Nick Buckley. Lorsque celui-ci entend son histoire, il donne à Jim un cheval à l'allure bizarre, nommé Tumbleweed, en lui disant que c'est son meilleur cheval. Jim se dirige alors vers le territoire Yaqui à la recherche d'Aguila.
Pendant ce temps, Louella, la femme de Buckley, dit à Sarah qu'elle et son mari ont aidé Jim car Buckley a été autrefois accusé à tort d'un crime. Elle l'a aidé alors et ils se sont mariés. Lorsque Lam décide de rejoindre le posse à la poursuite de Jim, Laura insiste pour l'accompagner.
Jim et Tumbleweed arrivent à Coyote Springs, pour découvrir que la source est à sec, mais Tumbleweed creuse la terre jusqu'à ce que l'eau arrive et ils sont sauvés. Jim est rejoint par Murchoree, puis par le posse. Soudain les Yaquis attaquent, et Jim suggère qu'ils fassent le mort pour attirer Aguila à découvert. Le stratagème fonctionne et Aguila est mortellement blessé. Jim le supplie de révéler le nom de l'homme blanc qui l'a renseigné et, au moment où Lam arrive avec ses hommes, Aguila l'accuse d'avoir trahi son frère dans le but de profiter seul de la mine d'argent qui se trouve sur leur terrain. Lam s'échappe en prenant Laura en otage mais il est rattrapé par Jim, les deux hommes se battent et Lam tombe du haut d'une falaise.

## Fiche technique
- Titre original : Tumbleweed
- Titre français : Qui est le traître ?
- Réalisation : Nathan Juran
- Scénario : John Meredyth Lucas, d'après le roman Three Were Thoroughbreds de Kenneth Perkins
- Direction artistique : Bernard Herzbrun, Richard H. Riedel
- Décors : Russell A. Gausman, John P. Austin (en)
- Costumes : Bill Thomas
- Photographie : Russell Metty
- Son : Glenn E. Anderson, Leslie I. Carey
- Montage : Virgil Vogel
- Musique : Henry Mancini, Milton Rosen, Herman Stein
- Production : Ross Hunter
- Société de production : Universal-International Pictures
- Société de distribution : Universal Pictures
- Pays d'origine :  États-Unis
- Langue originale : anglais
- Format : couleur (Technicolor) — 35 mm — 1,37:1 — son Mono
- Genre : Western
- Durée : 79 minutes
- Dates de sortie :
  - États-Unis : 3 décembre 1953
  - France : 29 juillet 1955

## Distribution
- Audie Murphy : Jim Harvey
- Lori Nelson : Laura Saunders
- Chill Wills : Shérif Murchoree
- Roy Roberts : Nick Buckley
- Russell Johnson : Lam Blanden
- K.T. Stevens : Louella Buckley
- Ralph Moody : Aguila
- Ross Elliott : Seth Blanden
- Lee Van Cleef : Marv
- Eugene Iglesias : Tigre
- King Donovan (non crédité) : un rancher